# Râul Valea Furcilor
Râul Valea Furcilor este un curs de apă, afluent al râului Someșul Mic. 